# Barbus bawkuensis
Barbus bawkuensis és una espècie de peix cipriniforme de la família dels ciprínids.

## Morfologia
Els mascles poden assolir els 2,9 cm de longitud total.

## Distribució geogràfica
Es troba al riu Sokoto (afluent del riu Níger).